# Bolómetro

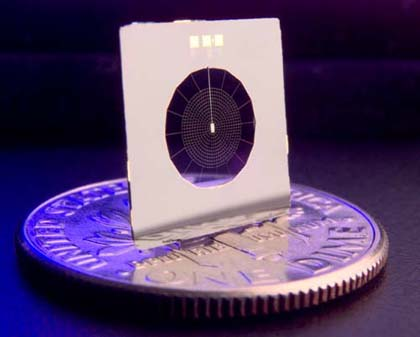
Bolómetro en "tela de araña" para medir la radiación cósmica de microondas (Imagen: NASA/JPL-Caltech)

Un bolómetro (del griego βολόμετρον o bolometron; βολο- significa objeto lanzado; y -μετρον, medidor) es un instrumento que mide la cantidad total de radiación electromagnética que viene de un objeto en todas las longitudes de onda. Funciona midiendo la temperatura de un detector iluminado por la fuente a estudiar. El bolómetro fue inventado por el astrónomo estadounidense Samuel Pierpont Langley alrededor del año 1878. Con él estudió la radiación infrarroja del Sol. Se puede definir la magnitud bolométrica de una estrella como su luminosidad en todo el espectro electromagnético.

## Bolómetro de Langley
El primer bolómetro ideado por el pionero de la aviación e inventor estadounidense Samuel Pierpont Langley consistía en dos tiras de platino cubiertas con negro de carbón. Una de las tiras estaba protegida de la radiación y la otra expuesta a ella. Las tiras formaban las dos ramas de un puente de Wheatstone, equipado con un galvanómetro muy sensible conectado a una batería. La radiación electromagnética calienta la tira expuesta sobre la que incide y modifica su resistencia. En 1880, el bolómetro de Langley fue refinado suficientemente para "detectar la radiación térmica procedente de una vaca a una distancia de un cuarto de milla". Este instrumento le permitió detectar térmicamente un amplio espectro de radiaciones, teniendo en cuenta todos los patrones de las líneas de Fraunhofer. También descubrió nuevas líneas de absorción atómica y molecular en la parte infrarroja invisible del espectro electromagnético. Nikola Tesla solicitó personalmente permiso a Langley para usar su bolómetro en sus experimentos de transmisión de energía en 1892. Gracias a esta primera aplicación, se organizó una demostración del dispositivo entre West Point y su laboratorio en Houston Street.

## Funcionamiento
Un bolómetro consiste de un cuerpo absorbente de calor conectado a un sumidero de calor (un objeto mantenido a temperatura constante) a través de un material aislante. El resultado es que cualquier radiación absorbida por el detector aumenta su temperatura por encima de la del sumidero de calor que actúa de referencia. La radiación absorbida se mide por lo tanto a partir del contraste de temperatura entre el detector y la referencia. En algunos bolómetros el termómetro actúa también como absorbente, mientras que en otros el termómetro y el detector son dispositivos diferentes. Este tipo de bolómetros se denominan de diseño compuesto. En bolómetros del primer tipo la temperatura se mide por medio de la variación de la resistencia del absorbente (metálico) en función de su temperatura.
Aunque pueden ser utilizados para medir la intensidad de cualquier tipo de radiación electromagnética en la actualidad existen dispositivos más sensibles en la mayor parte del espectro lumínico. Sin embargo, en longitudes de onda submilimétricas (longitudes de onda en torno a 200 µm - 1 mm), los bolómetros siguen siendo los dispositivos más sensibles de detección. En estas longitudes de onda se utilizan bolómetros que deben ser enfriados hasta temperaturas de fracciones de grado por encima del cero absoluto, típicamente entre 50 y 300 milikelvin. Por este motivo su utilización es técnicamente muy compleja.